# Tournoi pré-olympique de l'AFC 1980
Navigation
Montréal 1976 Los Angeles 1984
Le tournoi pré-olympique de l'AFC 1980 a eu pour but de désigner les 3 nations qualifiées au sein de la zone Asie pour participer au tournoi final de football, disputé lors des Jeux olympiques de Moscou en 1980,.
La phase de qualification asiatique a été jouée entre le 23 février et le 6 avril 1980 en trois groupes (deux groupes de six équipes et un groupe de cinq équipes) dans trois villes du continent : à Bagdad en Irak, à Kuala Lumpur en Malaisie et à Singapour. Les deux équipes les mieux placées de chaque groupe au terme d'une compétition à match unique contre chacun des adversaires se sont rencontrées dans une finale supplémentaire désignant les trois participants respectifs aux Jeux olympiques d'été de 1980. Au terme de cette phase éliminatoire, le Koweït, la Malaisie et l'Iran ont gagné le droit de disputer le tournoi olympique, cependant la Malaisie a été remplacée par l'Irak et l'Iran par la Syrie. Le Bahreïn, les Émirats arabes unis et la Birmanie ont en définitive renoncé à participer. Le vainqueur du match de barrage entre les deux représentants océaniens, l'Australie et la Nouvelle-Zélande, était censé rejoindre le Groupe 2 mais ceux-ci se sont tous deux retirés.
Cette édition des Jeux fut marquée par le boycott d'une cinquantaine de nations, dont les États-Unis, à la suite de l'invasion de l'Afghanistan par l'Union soviétique en 1979. Plusieurs nations qualifiées à l'issue de ces éliminatoires ont ainsi cédé leur place et ont été remplacées par d'autres pays qui étaient normalement éliminés.

## Pays qualifiés
| Dates                         | Lieu                          | Places | Qualifiés                       |
| ----------------------------- | ----------------------------- | ------ | ------------------------------- |
| du 23 février au 6 avril 1980 | Bagdad Kuala Lumpur Singapour | 3      | Koweït Malaisie Irak Iran Syrie |

## Format des qualifications
Dans les phases de qualification en groupe disputées selon le système de championnat, en cas d’égalité de points de plusieurs équipes à l'issue de la dernière journée, les critères suivants sont appliqués dans l'ordre indiqué pour établir leur classement :

- Meilleure différence de buts,
- Plus grand nombre de buts marqués.

## Villes et stades
La phase de qualification asiatique a été jouée entre le 23 février et le 6 avril 1980 dans trois villes du continent : à Bagdad en Irak, à Kuala Lumpur en Malaisie et à Singapour.
| \| Bagdad Kuala Lumpur Singapour \| |
| Bagdad Kuala Lumpur Singapour       |

| Bagdad Kuala Lumpur Singapour |

## Tournoi qualificatif
Au terme de cette phase éliminatoire, le Koweït, la Malaisie et l'Iran ont gagné le droit de disputer le tournoi olympique, cependant la Malaisie a été remplacée par l'Irak et l'Iran par la Syrie. Le Bahreïn, les Émirats arabes unis et la Birmanie ont en définitive renoncé à participer. Le vainqueur du match de barrage entre les deux représentants océaniens, l'Australie et la Nouvelle-Zélande, était censé rejoindre le Groupe 2 mais ceux-ci se sont tous deux retirés.

### Groupe 1
Le tournoi a été disputé à Bagdad en Irak du 16 au 31 mars 1980.

#### Premier tour
| Rang | Équipe              | Pts     | J       | G       | N       | P       | Bp      | Bc      | Diff    |  | Résultats (▼ dom., ► ext.) |  |     |     |     |     |
| ---- | ------------------- | ------- | ------- | ------- | ------- | ------- | ------- | ------- | ------- |  | -------------------------- |  | --- | --- | --- | --- |
| 1    | Irak                | 7       | 4       | 3       | 1       | 0       | 8       | 0       | +8      |  | Irak                       |  | 0-0 | 1-0 | 3-0 | 4-0 |
| 2    | Koweït              | 7       | 4       | 3       | 1       | 0       | 7       | 1       | +6      |  | Koweït                     |  |     | 1-0 | 5-1 | 1-0 |
| 3    | Syrie               | 4       | 4       | 2       | 0       | 2       | 4       | 3       | +1      |  | Syrie                      |  |     |     | 2-1 | 2-0 |
| 4    | Yémen du Sud        | 2       | 4       | 1       | 0       | 3       | 4       | 11      | -7      |  | Yémen du Sud               |  |     |     |     | 2-1 |
| 5    | Jordanie            | 0       | 4       | 0       | 0       | 4       | 1       | 9       | -8      |  | Jordanie                   |  |     |     |     |     |
| -    | Bahreïn             | Forfait | Forfait | Forfait | Forfait | Forfait | Forfait | Forfait | Forfait |  |                            |  |     |     |     |     |
| -    | Émirats arabes unis | Forfait | Forfait | Forfait | Forfait | Forfait | Forfait | Forfait | Forfait |  |                            |  |     |     |     |     |

#### Détail des rencontres
| 1ère journée | Koweït   | 1 - 0   | Syrie | Al-Shaab Stadium Bagdad, Irak |  |
| 17 mars 1980 | Yacob ?? | (? - ?) |       |                               |  |

| 17 mars 1980 | Irak                        | 3 - 0   | Yémen du Sud | Al-Shaab Stadium Bagdad, Irak |  |
|              | Saeed 3e 82e · Khdhayir 61e | (1 - 0) |              |                               |  |

| 2ème journée | Syrie | 2 - 1   | Yémen du Sud | Al-Shaab Stadium Bagdad, Irak |  |
| 19 mars 1980 |       | (? - ?) |              |                               |  |

| 19 mars 1980 | Irak                                       | 4 - 0   | Jordanie | Al-Shaab Stadium Bagdad, Irak |  |
|              | Saeed ?? · Ahmed (en) 18e 52e · Jassim 62e | (2 - 0) |          |                               |  |

| 3ème journée | Koweït        | 5 - 1   | Yémen du Sud | Al-Shaab Stadium Bagdad, Irak |  |
| 22 mars 1980 | Yacob ?? · ?? | (? - ?) | ??           |                               |  |

| 22 mars 1980 | Syrie | 2 - 0   | Jordanie | Al-Shaab Stadium Bagdad, Irak |
|              |       | (? - ?) |          |                               |

| 4ème journée | Yémen du Sud | 2 - 1   | Jordanie | Al-Shaab Stadium Bagdad, Irak |  |
| 26 mars 1980 |              | (? - ?) |          |                               |  |

| 26 mars 1980 | Irak | 0 - 0   | Koweït | Al-Shaab Stadium Bagdad, Irak |
|              |      | (0 - 0) |        |                               |

| 5ème journée | Koweït   | 1 - 0   | Jordanie | Al-Shaab Stadium Bagdad, Irak |  |
| 29 mars 1980 | Yacob ?? | (? - ?) |          |                               |  |

| 29 mars 1980 | Irak            | 1 - 0   | Syrie | Al-Shaab Stadium Bagdad, Irak |  |
|              | Ashraf (en) 70e | (0 - 0) |       |                               |  |

#### Finale
| Équipe 1 | Résultat | Équipe 2 |
| -------- | -------- | -------- |
| Irak     | 2 - 3    | Koweït   |

#### Détail de la rencontre
| 31 mars 1980 | Irak               | 2 - 3   | Koweït                                            | Al-Shaab Stadium Bagdad, Irak |                      |
|              | Ashraf (en) 6e 44e | (2 - 0) | Al Qabendi 69e (pen.) · Al Ghanim 79e · Yacob 82e | Spectateurs : 65 000          | Spectateurs : 65 000 |

### Groupe 2
Le tournoi a été disputé à Kuala Lumpur en Malaisie du 21 mars au 6 avril 1980.

#### Tour préliminaire
| Équipe 1          | Résultat | Équipe 2                 | Aller | Retour |
| ----------------- | -------- | ------------------------ | ----- | ------ |
| forfait Australie | -        | Nouvelle-Zélande forfait | -     | -      |

#### Premier tour
| Rang | Équipe                 | Pts     | J       | G       | N       | P       | Bp      | Bc      | Diff    |  | Résultats (▼ dom., ► ext.) |  |     |     |     |     |      |
| ---- | ---------------------- | ------- | ------- | ------- | ------- | ------- | ------- | ------- | ------- |  | -------------------------- |  | --- | --- | --- | --- | ---- |
| 1    | Malaisie               | 9       | 5       | 4       | 1       | 0       | 21      | 3       | +18     |  | Malaisie                   |  | 3-0 | 1-1 | 3-1 | 6-1 | 8-0  |
| 2    | Corée du Sud           | 8       | 5       | 4       | 0       | 1       | 15      | 4       | +11     |  | Corée du Sud               |  |     | 3-1 | 3-0 | 1-0 | 8-0  |
| 3    | Japon                  | 7       | 5       | 3       | 1       | 1       | 16      | 5       | +11     |  | Japon                      |  |     |     | 2-1 | 2-0 | 10-0 |
| 4    | Brunei                 | 4       | 5       | 2       | 0       | 3       | 7       | 10      | -3      |  | Brunei                     |  |     |     |     | 3-2 | 2-0  |
| 5    | Indonésie              | 2       | 5       | 1       | 0       | 4       | 7       | 12      | -5      |  | Indonésie                  |  |     |     |     |     | 4-0  |
| 6    | Philippines            | 0       | 5       | 0       | 0       | 5       | 0       | 32      | -32     |  | Philippines                |  |     |     |     |     |      |
| -    | Australie / N.-Zélande | Forfait | Forfait | Forfait | Forfait | Forfait | Forfait | Forfait | Forfait |  |                            |  |     |     |     |     |      |

#### Détail des rencontres
| 1ère journée | Malaisie | 6 - 1   | Indonésie | Stadium Merdeka Kuala Lumpur, Malaisie |                                   |
| 21 mars 1980 | Ali 20e 44e 81e · Sani (en) 32e 48e 68e | (3 - 0) | Keltjes 85e | Arbitrage : Thompson Chan Tam-Sun      | Arbitrage : Thompson Chan Tam-Sun |
| 21 mars 1980 | R. Arumugam (en) - Abdul Jalil ( 70e Wan Jamak (en)), Kamaruddin, Chin Aun, Singh (en) - Ali, Shukor (en), Bakri (en), Zulkifli ( Abdullah) - Wong (en), Sani (en) | Équipes | Lubis - Kewoy, Keltjes, Pasal (id), Idris (id) - Arifin (id), Diana, Sulaiman ( Korwa), Ismanto - Rosdiana ( Rae Bawa (id)), Lesnusa | Arbitrage : Thompson Chan Tam-Sun      | Arbitrage : Thompson Chan Tam-Sun |

| 22 mars 1980                                                                                      | Brunei                | 2 - 0 | Philippines | Stadium Merdeka Kuala Lumpur, Malaisie |                                    |
|                                                                                                   | Bongsu 24e · Anis 53e | (1 - 0) |             | Arbitrage : Subramaniam Kunalingam     | Arbitrage : Subramaniam Kunalingam |
| Ismail - Tejuddin, Rosli, Tuah, Rashid - Mohd, Metarsat, Timbang, Anis - Bongsu, Suhaili ( Jamil) | Équipes               | Gay - Eslao, Rodriguez, Honasan, Araneta - Solis, Carlos, Zuluaga ( Adriano), Gutierrez - Pondevida, Buenavides ( Padernilla) |             | Arbitrage : Subramaniam Kunalingam     | Arbitrage : Subramaniam Kunalingam |

| 22 mars 1980       | Corée du Sud | 3 - 1   | Japon | Stadium Merdeka Kuala Lumpur, Malaisie |                                    |
| 21:20 heure locale | Huh Jung-moo 33e (pen.) · Cho Kwang-rae 57e 78e | (1 - 0) | Takahara 89e | Arbitrage : Ibrahim Youssef Al-Doy     | Arbitrage : Ibrahim Youssef Al-Doy |
| 21:20 heure locale | Kim Hwang-ho (en) - Choi Jong-duk (en), Cho Young-jeung, Hong Sung-ho (en), Kim Hong-joo - Cho Kwang-rae ( 79e Kim Tae-hwan), Kim Kang-nam (en), Lee Young-moo (en) ( Chung Hae-won), Shin Hyun-ho (en) - Park Sang-in (en), Huh Jung-moo | Équipes | Seta - Ochiai, Imai, Kiyokumo, Kishioku - Omi, Maeda , Kaneda - Nagai ( 69e Takahara), Usui, Yokoyama ( 73e Kimura) | Arbitrage : Ibrahim Youssef Al-Doy     | Arbitrage : Ibrahim Youssef Al-Doy |

| 2ème journée | Brunei                                                                                      | 3 - 2   | Indonésie | Stadium Merdeka Kuala Lumpur, Malaisie |  |
| 24 mars 1980 | Suhaili ??                                                                                  | (? - ?) | Arifin (id) 7e · Sulaiman ?? |                                        |  |
| 24 mars 1980 | Ismail - R. Tuah, S. Tuah, Rashid - Mohd, Metarsat, Timbang, Anis - Bongsu, Suhaili, Othman | Équipes | Lubis - Kewoy, Duaramuri, Keltjes ( Idris (id)), Pasal (id) - Rae Bawa (id), Arifin (id), Diana, Sulaiman - Ismanto ( Lesnusa), Korwa |                                        |  |

| 24 mars 1980 | Japon | 10 - 0 | Philippines | Stadium Merdeka Kuala Lumpur, Malaisie       |                                              |
| | Yokoyama 8e · Kaneda 21e · Maeda 25e · Kishioku 43e 51e · Usui 44e · Hasegawa 59e 66e · Kimura 82e · Takahara 87e | (5 - 0) |             | Spectateurs : 10 000 Arbitrage : U Maun Maun | Spectateurs : 10 000 Arbitrage : U Maun Maun |
| Taguchi - Ochiai, Kiyokumo, Kishioku, Sudo - Omi ( 74e Takahara), Maeda, Kaneda - Kimura, Usui ( 57e Hasegawa), Yokoyama | Équipes | Gay - Eslao, Rodriguez, Honasan, Araneta - Solis, Carlos, Zuluaga ( Alicante (en)), Gutierrez - Adriano, Pondevida ( Padernilla) |             | Spectateurs : 10 000 Arbitrage : U Maun Maun | Spectateurs : 10 000 Arbitrage : U Maun Maun |

| 25 mars 1980 | Malaisie                                               | 3 - 0 | Corée du Sud | Stadium Merdeka Kuala Lumpur, Malaisie |                            |
| | Wong (en) 6e · Alid 32e · Choi Jong-duk (en) 69e (csc) | (2 - 0) |              | Arbitrage : Ali Abdulwahab             | Arbitrage : Ali Abdulwahab |
| R. Arumugam (en) - Abdul Jalil ( 29e D. Devendran), Kamaruddin, Chin Aun, Singh (en) - Ali, Shukor (en) ( 79e Alif), Bakri (en), Abdullah - Wong (en), Sani (en) | Équipes                                                | Kim Hwang-ho (en) - Kim Hong-joo, Lee Jang-soo (en), Choi Jong-duk (en), Hong Sung-ho (en) - Cho Young-jeung, Kim Kang-nam (en) ( 46e Cho Kwang-rae), Shin Hyun-ho (en) - Huh Jung-moo, Park Sang-in (en), Lee Young-moo (en) ( Chung Hae-won) |              | Arbitrage : Ali Abdulwahab             | Arbitrage : Ali Abdulwahab |

| 3ème journée | Corée du Sud | 8 - 0   | Philippines                                                                                           | Stadium Merdeka Kuala Lumpur, Malaisie |                                    |
| 27 mars 1980 | Park Sang-in (en) 14e · Kim Kang-nam (en) 17e · Shin Hyun-ho (en) 22e 40e 65e · Rodriguez 42e (csc) 51e (csc) · Huh Jung-moo 72e                                                                                    | (5 - 0) | | Arbitrage : Harpajan Singh Dhillon     | Arbitrage : Harpajan Singh Dhillon |
| 27 mars 1980 | Cho Byung-deuk - Lee Jang-soo (en), Choi Jong-duk (en), Park Kyung-bok (it), Cho Young-jeung, Kim Kang-nam (en) - Chung Hae-won ( Kim Hong-joo), Shin Hyun-ho (en) - Huh Jung-moo, Cho Kwang-rae, Park Sang-in (en) | Équipes | Gay - Eslao, Zulla, Rodriguez, Honasan, Araneta - Carlos, Zuluaga, Gutierrez - Padernilla, Buenavides | Arbitrage : Harpajan Singh Dhillon     | Arbitrage : Harpajan Singh Dhillon |

| 27 mars 1980 | Malaisie                         | 3 - 1                                                                                              | Brunei   | Stadium Merdeka Kuala Lumpur, Malaisie |  |
| | Zulkifli 13e · Wong (en) 71e 87e | (1 - 1)                                                                                            | Anis 10e |                                        |  |
| Peter (en) - D. Devendran, Chin Aun, Singh (en), Abdullah - Shukor (en), Ali ( 65e Junit), Alif, Zulkifli ( 46e Abdullah) - Wong (en), Sani (en) | Équipes                          | Ismail - Rosli, S. Tuah, Rashid - Mohd, Metarsat, Timbang, Anis - Bongsu ( Yusof), Suhaili, Othman |          |                                        |  |

| 28 mars 1980       | Japon | 2 - 0   | Indonésie | Stadium Merdeka Kuala Lumpur, Malaisie      |                                             |
| 20:00 heure locale | Maeda 15e · Kimura 65e                                                                                           | (1 - 0) | | Spectateurs : 4 000 Arbitrage : Jinggan Cao | Spectateurs : 4 000 Arbitrage : Jinggan Cao |
| 20:00 heure locale | Taguchi - Ochiai, Imai, Kiyokumo, Kishioku - Omi, Maeda, Kaneda - Kimura, Usui ( Hasegawa), Yokoyama ( Takahara) | Équipes | Lubis - Pasal (id), Idris (id), Rae Bawa (id) - Arifin (id), Diana, Sulaiman, Ismanto, - Hadi ( Abdillah (id)), Lesnusa, Kosasih ( Kewoy) | Spectateurs : 4 000 Arbitrage : Jinggan Cao | Spectateurs : 4 000 Arbitrage : Jinggan Cao |

| 4ème journée                    | Malaisie | 1 - 1   | Japon | Stadium Merdeka Kuala Lumpur, Malaisie                  |                                                         |
| 30 mars 1980 20:00 heure locale | Wong (en) 75e | (0 - 1) | Usui 7e | Spectateurs : 40 000 Arbitrage : Ibrahim Youssef Al-Doy | Spectateurs : 40 000 Arbitrage : Ibrahim Youssef Al-Doy |
| 30 mars 1980 20:00 heure locale | Rapport |         | | Spectateurs : 40 000 Arbitrage : Ibrahim Youssef Al-Doy | Spectateurs : 40 000 Arbitrage : Ibrahim Youssef Al-Doy |
| 30 mars 1980 20:00 heure locale | Peter (en) - Abdul Jalil, Singh (en), Chin Aun, Abdullah - Shukor (en), Bakri (en), Ali - Wong (en), Puspanathan ( 46e Alif), Sani (en) | Équipes | Taguchi - Kishioku, Kiyokumo, Ochiai, Imai - Omi, Maeda, Kaneda ( Tanaka) - Nagai ( Kimura), Usui, Yokoyama | Spectateurs : 40 000 Arbitrage : Ibrahim Youssef Al-Doy | Spectateurs : 40 000 Arbitrage : Ibrahim Youssef Al-Doy |

| 31 mars 1980 | Corée du Sud                                                  | 3 - 0                                                                                              | Brunei | Stadium Merdeka Kuala Lumpur, Malaisie |                                   |
| | Cho Kwang-rae 38e · Park Sang-in (en) 40e · Chung Hae-won 86e | (2 - 0)                                                                                            |        | Arbitrage : Thompson Chan Tam-Sun      | Arbitrage : Thompson Chan Tam-Sun |
| Kim Hwang-ho (en) - Kim Hong-joo, Lee Jang-soo (en), Choi Jong-duk (en), Cho Young-jeung - Kim Kang-nam (en), Shin Hyun-ho (en) ( 46e Lee Jung-il (en)), Huh Jung-moo - Cho Kwang-rae, Park Sang-in (en), Lee Young-moo (en) ( 62e Chung Hae-won) | Équipes                                                       | Ismail - Rosli, S. Tuah, Rashid - Mohd, Metarsat, Timbang, Anis ( Bongsu) - Suhaili, Othman, Yusof |        | Arbitrage : Thompson Chan Tam-Sun      | Arbitrage : Thompson Chan Tam-Sun |

| 31 mars 1980 | Indonésie                                 | 4 - 0 | Philippines | Stadium Merdeka Kuala Lumpur, Malaisie |  |
| | Hadi 64e · Rosdiana 71e 87e · Ismanto 76e | (0 - 0) |             |                                        |  |
| Sudarno - Kewoy, Muryanto ( Kosasih), Pasal (id), Idris (id), Rae Bawa (id) - Abdillah (id), Sulaiman, Ismanto - Korwa ( Hadi), Rosdiana | Équipes                                   | Gay - Eslao, Zulla, Rodriguez, Honasan, Araneta - Carlos, Zuluaga, Gutierrez ( Manreza ( Tancio)) - Padernilla, Buenavides |             |                                        |  |

| 5ème journée                    | Japon | 2 - 1   | Brunei                                                                                    | Stadium Merdeka Kuala Lumpur, Malaisie                  |                                                         |
| 2 avril 1980 19:30 heure locale | Yokoyama 13e · Usui 76e                                                                                          | (1 - 1) | Bongsu 34e                                                                                | Spectateurs : 15 000 Arbitrage : Harpajan Singh Dhillon | Spectateurs : 15 000 Arbitrage : Harpajan Singh Dhillon |
| 2 avril 1980 19:30 heure locale | Taguchi - Kishioku , Kiyokumo, Ochiai, Imai , Omi, Maeda, Tanaka ( Takahara) - Kimura ( Kaneda ), Usui, Yokoyama | Équipes | Ismail - Rosli, Rashid, Mohd - Metarsat, Sulong, Timbang, Bongsu - Suhaili, Othman, Abdul | Spectateurs : 15 000 Arbitrage : Harpajan Singh Dhillon | Spectateurs : 15 000 Arbitrage : Harpajan Singh Dhillon |

| 2 avril 1980 | Malaisie                                                                     | 8 - 0 | Philippines | Stadium Merdeka Kuala Lumpur, Malaisie |  |
| | Ali 11e 45e · Sani (en) 14e 17e · Junit 16e 80e · Abdul Jalil 46e · Alif 74e | (5 - 0) |             |                                        |  |
| Tiang - Abdul Jalil, Chin Aun, Singh (en), Wan Jamak (en) - Shukor (en), Bakri (en), Ali, Bahari - Junit, Sani (en) ( 46e Alif) | Équipes                                                                      | Gay ( 28e Cordova ) - Eslao, Zulla, Rodriguez, Honasan, Araneta - Carlos, Zuluaga, Gutierrez - Tancio, Padernilla |             |                                        |  |

| 3 avril 1980 | Corée du Sud      | 1 - 0   | Indonésie | Stadium Merdeka Kuala Lumpur, Malaisie |                            |
| | Cho Kwang-rae 65e | (0 - 0) |           | Arbitrage : Ali Abdulwahab             | Arbitrage : Ali Abdulwahab |
| Kim Hwang-ho (en) - Kim Hong-joo, Choi Jong-duk (en), Hong Sung-ho (en), Cho Young-jeung - Shin Hyun-ho (en), Huh Jung-moo, Cho Kwang-rae - Park Sang-in (en) ( Chung Hae-won), Lee Young-moo (en), Kim Tae-hwan ( Kim Kang-nam (en)) | Équipes           |         |           | Arbitrage : Ali Abdulwahab             | Arbitrage : Ali Abdulwahab |

#### Finale
| Équipe 1 | Résultat | Équipe 2     |
| -------- | -------- | ------------ |
| Malaisie | 2 - 1    | Corée du Sud |

#### Détail de la rencontre
| 6 avril 1980       | Malaisie | 2 - 1   | Corée du Sud | Stadium Merdeka Kuala Lumpur, Malaisie          |                                                 |
| 20:00 heure locale | Bakri (en) 13e · Wong (en) 85e | (1 - 0) | Kim Kang-nam (en) 58e | Spectateurs : 50 000 Arbitrage : Ali Abdulwahab | Spectateurs : 50 000 Arbitrage : Ali Abdulwahab |
| 20:00 heure locale | R. Arumugam (en) - Abdul Jalil, Singh (en), Kamaruddin - Bakri (en), Chin Aun, Shukor (en) ( 46e Alif), Ali - Sani (en), Wong (en), Ali | Équipes | Kim Hwang-ho (en) - Kim Hong-joo, Lee Jang-soo (en), Choi Jong-duk (en), Cho Young-jeung - Kim Kang-nam (en), Chung Hae-won, Shin Hyun-ho (en) ( 46e Lee Young-moo (en)) - Huh Jung-moo, Cho Kwang-rae, Park Sang-in (en) | Spectateurs : 50 000 Arbitrage : Ali Abdulwahab | Spectateurs : 50 000 Arbitrage : Ali Abdulwahab |

### Groupe 3
Le tournoi a été disputé à Singapour du 23 février au 12 mars 1980.

#### Premier tour
| Rang | Équipe        | Pts     | J       | G       | N       | P       | Bp      | Bc      | Diff    |  | Résultats (▼ dom., ► ext.) |  |     |     |     |     |      |
| ---- | ------------- | ------- | ------- | ------- | ------- | ------- | ------- | ------- | ------- |  | -------------------------- |  | --- | --- | --- | --- | ---- |
| 1    | Iran          | 8       | 5       | 3       | 2       | 0       | 18      | 2       | +16     |  | Iran                       |  | 3-0 | 2-2 | 0-0 | 2-0 | 11-0 |
| 2    | Singapour     | 8       | 5       | 4       | 0       | 1       | 8       | 4       | +4      |  | Singapour                  |  |     | 1-0 | 3-1 | 1-0 | 3-0  |
| 3    | Chine         | 6       | 5       | 2       | 2       | 1       | 11      | 4       | +7      |  | Chine                      |  |     |     | 1-1 | 1-0 | 7-0  |
| 4    | Corée du Nord | 6       | 5       | 2       | 2       | 1       | 11      | 5       | +6      |  | Corée du Nord              |  |     |     |     | 2-1 | 7-0  |
| 5    | Inde          | 2       | 5       | 1       | 0       | 4       | 5       | 6       | -1      |  | Inde                       |  |     |     |     |     | 4-0  |
| 6    | Sri Lanka     | 0       | 5       | 0       | 0       | 5       | 0       | 32      | -32     |  | Sri Lanka                  |  |     |     |     |     |      |
| -    | Birmanie      | Forfait | Forfait | Forfait | Forfait | Forfait | Forfait | Forfait | Forfait |  |                            |  |     |     |     |     |      |

#### Détail des rencontres
| 1ère journée    | Singapour | 3 - 0   | Sri Lanka | Singapore National Stadium Singapour |                           |
| 23 février 1980 | Tang Boon 6e (pen.) · Choy 24e 89e                                                                               | (2 - 0) | | Arbitrage : Tony Bosković            | Arbitrage : Tony Bosković |
| 23 février 1980 | Wee - Ibrahim, Lazaroo, Tang Boon ( Pak Kuan), Mutalib - Hosni, Suriamurthi, Allapitchay (en), Fandi - Noh, Choy | Équipes | B. de Silva - Sumathipala, C. de Silva, Ravindra, Weeraduwage - Breman, Fernando, Zahir ( Shahabdeen), Tissera - Wijesekara, Pakir Ali | Arbitrage : Tony Bosković            | Arbitrage : Tony Bosković |

| 24 février 1980 | Chine                           | 1 - 0   | Inde | Singapore National Stadium Singapour |                                  |
|                 | Huang Xiangdong (en) 64e (pen.) | (0 - 0) |      | Arbitrage : Sudarso Hardjowasito     | Arbitrage : Sudarso Hardjowasito |

| 25 février 1980 | Iran    | 0 - 0 | Corée du Nord | Singapore National Stadium Singapour           |                                                |
| |         | (0 - 0) |               | Spectateurs : 60 000 Arbitrage : Koh Guan Kiat | Spectateurs : 60 000 Arbitrage : Koh Guan Kiat |
| Hejazi - Dinvarzadeh (en), Khabiri (en), Abdollahi, Sanjari (en) - Parvin, Haghighian ( 59e Barzegari (en)), Shoaar-Ghaffari, Alidoosti (en) - Fariba, Faraki ( 75e Ebrahimzadeh (en)) | Équipes | Kim Gang-il - Kim In-san, Kim Jong-min, An Chang-nam, Kim Jong-man - Cha Jong-sok, Kim Mu-gil (en), Kim Bok-man, Ri Chang-ha ( Kim Mun-chol) - Kim Gwang-ho, An Se-uk (en) |               | Spectateurs : 60 000 Arbitrage : Koh Guan Kiat | Spectateurs : 60 000 Arbitrage : Koh Guan Kiat |

| 2ème journée    | Singapour | 1 - 0   | Inde | Singapore National Stadium Singapour |                           |
| 26 février 1980 | Fandi 54e | (0 - 0) | | Arbitrage : Vijit Getkaew            | Arbitrage : Vijit Getkaew |
| 26 février 1980 | Wee - Ibrahim, Lazaroo, Tang Boon, Mutalib - Hosni, Suriamurthi, Allapitchay (en), Fandi - Noh ( 21e Pak Kuan), Choy | Équipes | Ganguly (en) - Singh Parmar, Bhattacharya (en), S. Banerjee, D.Sekaran - Singh, P. Banerjee (en), Kumar, Gurung - Ali (en), Pius | Arbitrage : Vijit Getkaew            | Arbitrage : Vijit Getkaew |

| 27 février 1980 | Chine                                         | 2 - 2 | Iran                                       | Singapore National Stadium Singapour |  |
| | Gu Guangming (en) 81e · Chi Shangbin (en) 83e | (0 - 0) | Barzegari (en) 64e · Ebrahimzadeh (en) 89e |                                      |  |
| Li Fusheng (en) - Lin Lefeng (en), Liu Zhicai (en), Li Fubao (en), Zuo Shusheng (en) - Shen Xiangfu (en) ( Gu Guangming (en)), Yang Yumin (en), He Jia (en) ( Xiang Hengqing (en)), Chi Shangbin (en) - Wang Feng (football) (en), Huang Xiangdong (en) | Équipes                                       | Hejazi - Dinvarzadeh (en), Khabiri (en), Abdollahi, Sanjari (en) - Parvin, Haghighian ( 56e Barzegari (en)), Shoaar-Ghaffari, Alidoosti (en) - Fariba, Faraki ( 63e Ebrahimzadeh (en)) |                                            |                                      |  |

| 28 février 1980 | Corée du Nord                                                                           | 7 - 0   | Sri Lanka | Singapore National Stadium Singapour |  |
|                 | Kim Gwang-ho 40e 70e · An Se-uk (en) 66e 73e · Cha Jong-sok 80e · An Chang-nam 62e · ?? | (1 - 0) |           |                                      |  |

| 3ème journée  | Singapour | 0 - 3   | Iran | Singapore National Stadium Singapour             |                                                  |
| 1er mars 1980 | | (0 - 0) | Ebrahimzadeh (en) 58e · Faraki 62e · Alidoosti (en) 89e | Spectateurs : 60 000 Arbitrage : Julian Esguerra | Spectateurs : 60 000 Arbitrage : Julian Esguerra |
| 1er mars 1980 | Wee - Ibrahim, Lazaroo, Tang Boon, Mutalib - Hosni, Suriamurthi, Allapitchay (en), Fandi - Noh ( Pak Kuan), Choy | Équipes | Hejazi - Dinvarzadeh (en), Khabiri (en), Abdollahi, Sanjari (en) - Parvin, Ebrahimzadeh (en), Shoaar-Ghaffari ( Haghighian), Alidoosti (en) - Barzegari (en), Naalchegar (en) ( 46e Faraki) | Spectateurs : 60 000 Arbitrage : Julian Esguerra | Spectateurs : 60 000 Arbitrage : Julian Esguerra |

| 2 mars 1980 | Chine                  | 1 - 1   | Corée du Nord     | Singapore National Stadium Singapour |                             |
|             | Kim Jong-min 75e (csc) | (0 - 0) | An Se-uk (en) 81e | Arbitrage : Nobnom Ausukont          | Arbitrage : Nobnom Ausukont |

| 3 mars 1980 | Inde                            | 4 - 0   | Sri Lanka | Singapore National Stadium Singapour |  |
|             | Ali (en) 38e 79e · Pius 66e 77e | (1 - 0) |           |                                      |  |

| 4ème journée | Singapour | 3 - 1   | Corée du Nord | Singapore National Stadium Singapour |                           |
| 4 mars 1980  | Tang Boon 24e · Choy 51e · Fandi 86e                                                                                     | (1 - 0) | Kim Jong-man 71e | Arbitrage : Tony Bosković            | Arbitrage : Tony Bosković |
| 4 mars 1980  | Wee ( 6e Lee ) - Ibrahim, Lazaroo, Tang Boon, Mutalib - Hosni, Suriamurthi, Allapitchay (en) ( Ghani), Fandi - Noh, Choy | Équipes | Kim Gang-il - Kim In-san, Kim Jong-min, An Chang-nam, Kim Jong-man - Kim Mu-gil (en), Kim Bok-man, Ri Chang-ha ( Chon Byong-ju), Kim Mun-chol ( Kim Gwang-ho) - An Se-uk (en), Mun Gwang-ok | Arbitrage : Tony Bosković            | Arbitrage : Tony Bosković |

| 6 mars 1980 | Chine | 7 - 0   | Sri Lanka | Singapore National Stadium Singapour |                           |
|             | Shen Xiangfu (en) 1mt 2mt · Chi Shangbin (en) 1mt · Rong Zhixing (en) 2mt · Zuo Shusheng (en) 2mt · Gu Guangming (en) 2mt | (2 - 0) |           | Arbitrage : Koh Guan Kiat            | Arbitrage : Koh Guan Kiat |

| 7 mars 1980 | Inde    | 0 - 2 | Iran                                    | Singapore National Stadium Singapour            |                                                 |
| |         | (0 - 0) | Barzegari (en) 81e · Alidoosti (en) 82e | Spectateurs : 25 000 Arbitrage : Toshikazu Sano | Spectateurs : 25 000 Arbitrage : Toshikazu Sano |
| Ganguly (en) - Singh Parmar, Bhattacharya (en), S. Banerjee, D.Shekaran ( Dutta) - Manas Bhattacharya ( Gurung), Singh, P. Banerjee (en), Kumar - Ali (en), Pius | Équipes | Hejazi - Dinvarzadeh (en), Khabiri (en), Abdollahi, Sanjari (en) - Parvin, Ebrahimzadeh (en) ( 50e Faraki), Shoaar-Ghaffari ( 67e Haghighian), Alidoosti (en) - Barzegari (en), Fariba |                                         | Spectateurs : 25 000 Arbitrage : Toshikazu Sano | Spectateurs : 25 000 Arbitrage : Toshikazu Sano |

| 5ème journée | Singapour | 1 - 0   | Chine | Singapore National Stadium Singapour |                             |
| 8 mars 1980  | Choy 69e | (0 - 0) | | Arbitrage : Nobnom Ausukont          | Arbitrage : Nobnom Ausukont |
| 8 mars 1980  | Wee - Ghani, Ibrahim ( Prakash), Lazaroo, Tang Boon ( 58e Hussein) - Hosni, Suriamurthi, Allapitchay (en), Fandi - Noh, Choy | Équipes | Li Fusheng (en) - Lin Lefeng (en), Liu Zhicai (en), Li Fubao (en) ( Rong Zhixing (en)), Gu Guangming (en), Zuo Shusheng (en) ( Xiang Hengqing (en)) - Shen Xiangfu (en), He Jia (en), Chi Shangbin (en) - Wang Feng (football) (en), Huang Xiangdong (en) | Arbitrage : Nobnom Ausukont          | Arbitrage : Nobnom Ausukont |

| 9 mars 1980 | Iran | 11 - 0 | Sri Lanka | Singapore National Stadium Singapour            |                                                 |
| | Fariba 11e 61e 71e · Faraki 43e 65e 73e · Barzegari (en) ?? · Alidoosti (en) ?? · Khabiri (en) 78e · Naalchegar (en) 89e | (5 - 0) |           | Spectateurs : 5 000 Arbitrage : Julian Esguerra | Spectateurs : 5 000 Arbitrage : Julian Esguerra |
| Hejazi ( 17e Faryadshiran (en)), Dinvarzadeh (en), Khabiri (en), Marzooqi, Sanjari (en) - Parvin, Faraki, Naalchegar (en), Alidoosti (en) ( 19e Dadkan (en)) - Barzegari (en), Fariba | Équipes | Chandrasiri - Sumathipala, Ravindra, Madurawala ( Kivthisiri), Weeraduwage - Shahabdeen, Fernando, Zahir ( Breman), Tissera - Wijesekara, Pakir Ali |           | Spectateurs : 5 000 Arbitrage : Julian Esguerra | Spectateurs : 5 000 Arbitrage : Julian Esguerra |

| 10 mars 1980 | Corée du Nord         | 2 - 1   | Inde     | Singapore National Stadium Singapour |  |
|              | An Se-uk (en) 31e 87e | (1 - 0) | Pius 51e |                                      |  |

#### Finale
| Équipe 1 | Résultat | Équipe 2  |
| -------- | -------- | --------- |
| Iran     | 4 - 0    | Singapour |

#### Détail de la rencontre
| 12 mars 1980 | Iran                                             | 4 - 0 | Singapour | Singapore National Stadium Singapour             |                                                  |
| | Fariba 21e · Faraki 39e 59e · Barzegari (en) 56e | (2 - 0) |           | Spectateurs : 75 000 Arbitrage : Nobnom Ausukont | Spectateurs : 75 000 Arbitrage : Nobnom Ausukont |
| Hejazi - Dinvarzadeh (en), Khabiri (en), Abdollahi, Sanjari (en) - Parvin, Fariba, Shoaar-Ghaffari, Alidoosti (en) - Barzegari (en), Haghighian ( 38e Faraki) | Équipes                                          | Wee - Ibrahim, Lazaroo, Tang Boon ( Pak Kuan), Mutalib - Hosni, Hussein, Allapitchay (en), Fandi - Noh, Choy |           | Spectateurs : 75 000 Arbitrage : Nobnom Ausukont | Spectateurs : 75 000 Arbitrage : Nobnom Ausukont |